# Технічний контроль при збагаченні вугілля
Технічний контроль при збагаченні вугілля — кількісний і якісний контроль сировини і продуктів збагачення на вуглезбагачувальних фабриках.

## Кількісний контроль
Кількісний контроль виконується зважуванням усього матеріалу, вимірюванням його обсягів, зважуванням точкових проб, які від-бираються з потоку, підрахунком кількості транспортних посудин наперед встановленої вантажопідйомності тощо. Кількісному контролю піддається: рядове вугілля, що надходить на фабрику з шахт і розрізів; товарні продукти, що відвантажуються споживачам; у випадку необхідності деякі інші продукти технологічного процесу. Найбільш надійним способом контролю кількості є зважування усього матеріалу, що контролюється. Для цього використовують залізничні вагонні і конвеєрні ваги.
Облік кількості матеріалу, що надходить на збагачувальну фаб-рику, а також продуктів збагачення є одним із найважливіших пара-метрів контролю і регулювання технологічного процесу і продуктив-ності збагачувальної фабрики.
Зважування рядового вугілля і продуктів збагачення, що знаходяться у залізничних вагонах, вагонетках і автосамоскидах, здійснюється на вагонних вагах, які передбачають зважування вагонів як із зупинкою, так і на ходу без їхнього розчеплення.
Вагонні циферблатні ваги РС-150Ц13В призначені для зважування вагонів із зупинкою. Ваги цього типу складаються з платформи, вагового механізму і циферблатного покажчика. При зважуванні вагону зусилля від платформи передаються через ваговий і проміжний механізми на циферблатний покажчик, положення стрілки якого відповідає масі зваженого вантажу.
Вагонні циферблатні ваги 675П200 призначені для зважування вагонів із зупинкою і реєстрацією результатів зважування. Вони складаються з двох платформ. Зважування виконується або на обох платформах одночасно, або на одній (великій). Прилад цифрової документальної реєстрації являє собою підсумовуючу десятиклавішну машину, яка автоматично друкує на паперовій стрічці результати зважування, дату, номер вагона та ін. Управління вагами — напівавтоматичне (за командою оператора) або ручне.
Електронно-тензометричні ваги 272Т200 призначені для зва-жування вагонів вантажопідйомністю до 93 т.
При невеликій продуктивності фабрики можливе зважування матеріалу в кожній посудині (залізничному вагоні, вагонетці, самоскиді), а при великій — вибірковим способом в окремих посудинах і підрахунком їх кількості. Звичайно маса матеріалу в останньому випадку визначається за накладними залізниці, а дані зважування окремих вагонів слугують для контролю правильності цих накладних.
Оскільки зважування матеріалу здійснюється у транспортних посудинах, то для визначення маси нетто необхідно знати масу посудин. Масу залізничних вагонів після попереднього зважування записують на бортах. Масу інших посудин визначають повторним зважу-ванням після розвантаження матеріалу.
Кількість рядового вугілля і продуктів збагачення визначають також безперервним зважуванням на стрічкових конвеєрних вагах різних типів.
Автоматичні ваги типу ЛТМ призначені для безперервного зважування і підсумовування маси матеріалу, який переміщується стрічкою конвеєра. Маса матеріалу, що знаходиться на конвеєрній стрічці, сприймається підвісками, які закріплені на платформі з двома роликовими опорами. Через систему важелів і шестерень результати зважування матеріалу безперервно підсумовуються і виводяться на табло лічильника. Похибка зважування ваг типу ЛТМ складає ± 1 % маси вантажу.
На початку ХХІ ст. випускаються електронно-гідравлічні ваги типу ЕГВ, у яких похибка зважування складає ±1 % маси вантажу.
Конвеєрні електронно-тензометричні ваги (576Д200 — 580Д1600) вбудовуються в конвеєр. Маса матеріалу, що знаходиться на конвеєрній стрічці, сприймається хитною роликовою опорою і зу-силля передаються через тяги на силовимірювальні елементи тензодатчиків. Сигнал після посилення подається на привод двигуна реохорда, движок якого переміщує стрілку покажчика.
Гама-електронні конвеєрні ваги ГКВ-1 призначені для безперер-вного безконтактного зважування маси матеріалу. Миттєве значення маси матеріалу вимірюється за допомогою джерела гама-випромінювання детектора. Крім того, вимірюється також швидкість руху матеріалу (тахогенератором). Обидва сигнали надходять на помножувач і потім за допомогою фотореле на інтегратор. Маса вантажу фіксується з наростаючим підсумком. Похибка зважування ваг типу ГКВ-1 складає ±1 % маси вантажу.

## Якісний контроль
Якісний контроль здійснюється в основному опробуванням. Опробування — це комплекс операцій з відбору, підготовки і дослі-дження проб вугілля для визначення його складу і показників якості.
Якісний контроль на збагачувальних фабриках здійснюється з метою налагодження і стабілізації технологічного процесу і забезпечення випуску продукції потрібної якості. Якісному контролю піддають рядове вугілля, різні продукти технологічного процесу, кінцеві продукти збагачення.
Опробування рядового вугілля здійснюють з метою визначення його якості для розрахунку з шахтами-постачальниками і дослідження вугілля як об'єкта збагачення. Визначають такі показники якості вугілля: зольність, вологість, склад мінеральних домішок, сірчистість, гранулометричний і фракційний склад та ін.
Опробування проміжних продуктів технологічного процесу здійснюється для регулювання окремих апаратів і створення умов, які забезпечують випуск продуктів збагачення заданої якості.
Опробування кінцевих продуктів збагачення роблять для встановлення відповідності їхньої якості технічним умовам і для розрахунків зі споживачами.
Опробування сировини і продуктів переробки полягає в періодичному відборі за визначеними правилами окремих порцій названих матеріалів з метою контролю їх якості та ефективності функціонування окремих апаратів і підприємства в цілому. Окремі порції того чи іншого продукту, що відбираються за один прийом, називають точковими пробами або порціями. Проби, які складаються з точкових проб продуктів, що надходять у переробку, або продуктів, одержаних за деякий час, називають спільними.